# Viktor Vekselberg
Viktor Feliksovitj Vekselberg, ryska: Виктор Феликсович Вексельберг, ukrainska: Віктор Феліксович Вексельберг, född 14 april 1957, är en ukrainskfödd rysk företagsledare som är medgrundare (tillsammans med Sir Leonard Blavatnik), ägare och styrelseordförande för konglomeratet Renova Group, som har aktieinnehav i företag som bland annat OC Oerlikon och Rusal. Den amerikanska ekonomitidskriften Forbes rankar Vekselberg som den nionde rikaste ryssen och världens 99:e rikaste med en förmögenhet på 13,5 miljarder USD den 13 maj 2018.
Han avlade en examen vid Moskovskij Gosudarstvennyj Universitet Putej Soobsjtjenija och en filosofie doktor i matematik vid Vytjislitelyj Tsentr RAN.
Vekselberg har nära kopplingar till Kreml och Rysslands sittande president Vladimir Putin. Den 26 september 2017 rapporterade ABC News att Renova Group hade donerat mellan 50 000 och 100 000 USD till Clinton Foundation. Den 6 april 2018 beslutade USA:s finansdepartement att lägga amerikanska sanktioner mot Vekselberg och Renova Group, tillgångar på mellan 1,5-2 miljarder USD blev frysta. Den 8 maj rapporterade CNN om att Renovas amerikanska dotterbolag Columbus Nova ska ha fört över $500 000 till USA:s 45:e president Donald Trumps personliga advokat Michael Cohen. Columbus Novas vd och Vekselbergs kusin, amerikanen Andrew Intrater ska även ha gett 300 000 USD i amerikanska politiska donationer.
Han är konstsamlare och köpte 2004 nio Fabergéägg från släkten Forbes för uppemot 110 miljoner USD. Samtliga finns idag i Ryssland. Vekselberg äger superyachten Tango.